# Gonophora haemorrhoidalis
Gonophora haemorrhoidalis es una especie de insecto coleóptero de la familia Chrysomelidae. Fue descrita en 1801 por Weber.